# Симония

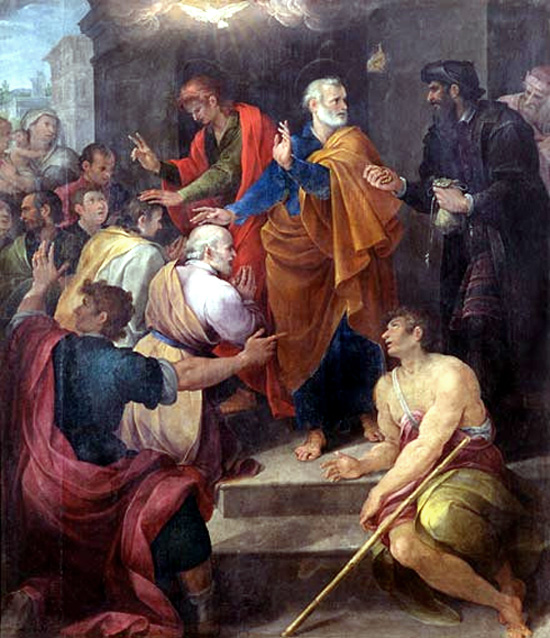
«Апостол Петр и Симон Волхв»
Аванцино Нуччи, 1620

Симони́я (греч. σιμωνία, лат. simonia) — продажа и покупка церковных должностей, духовного санa, церковных таинств и священнодействий (причастие, исповедь, отпевание), священных реликвий и т. д. В широком смысле симония — продажа благодати Святого Духа.

## Происхождение термина
Термин возник от имени самарянского волхва Симона, который пытался выкупить у апостола Петра и апостола Иоанна дар (благодать) Святого Духа или, иначе, купить за деньги священство:
Тогда возложили (апостолы) руки на них, и они приняли Духа Святаго. Симон же, увидев, что через возложение рук Апостольских подаётся Дух Святый, принёс им деньги, говоря: дайте и мне власть сию, чтобы тот, на кого я возложу руки, получал Духа Святаго. Но Пётр сказал ему: серебро твоё да будет в погибель с тобою, потому что ты помыслил дар Божий получить за деньги. Нет тебе в сём части и жребия, ибо сердце твоё не право пред Богом. Итак покайся в сём грехе твоём, и молись Богу: может быть, отпустится тебе помысел сердца твоего; ибо вижу тебя исполненного горькой желчи и в узах неправды. Симон же сказал в ответ: помолитесь вы за меня Господу, дабы не постигло меня ничто из сказанного вами. (Деян. 8:17-24)

## Исторический очерк
Корыстолюбие и использование Церкви в земных интересах жёстко порицалось в христианстве. Именно только к торговцам Иисус Христос применил насилие, когда изгнал их из храма. Предателем Христа на смерть стал Иуда Искариот, бессовестно продавший своего Божественного учителя за 30 сребреников. За сокрытие своих личных денег Анания и Сапфира были публично наказаны мгновенной смертью.

### Вселенская церковь и Византия
Симония была запрещена ещё правилами Вселенских соборов: 29-м правилом святых апостолов, 2-м правилом IV Вселенского собора, 22-м и 23-м правилами VI Вселенского собора, 4-м и 5-м правилами VII Вселенского собора, 90-м правилом Василия Великого. Согласно этим правилам, тех, кто торгует благодатью (поставляемых и поставляющих), надо не только извергать из священства, но и отлучать от общения и даже предавать анафеме.
В канон Церкви вошли два послания, в которых обличается грех симонии: Окружное послание Геннадия, патриарха Константинопольского, и с ним святого собора, ко всем преосвященнейшим митрополитам и к папе Римскому (459) и Послание Тарасия,  патриарха Константинопольского, к Адриану, папе Римскому (787). В последнем Тарасий называет главную причину, согласно которой запрещена симония:
Глагол же закона не таков, чтобы за оный давати дары: ибо никто не продаёт благодати. Туне, глаголет, приясте, туне дадите. (Мф. 10:8)
Позже — во времена Османской империи — турецкие султаны допускали до занятия константинопольской патриаршей кафедры (и других кафедр) тех претендентов, кто заплатит больше денег.

### Католицизм
В Европе в Средние века в связи с борьбой за инвеституру симония понималась как выдача церковной должности светским лицом за деньги или бесплатно (например, когда короли назначали епископов). Симония активно практиковалась в Европе уже в X веке (папство переживало тогда глубокий упадок). Несмотря на то, что на Латеранском соборе 1059—1060 годов папа Николай II обозначил симонию как «тройную ересь» (лицо, получившее церковную должность путём симонии, следовало извергнуть из сана), а затем запрет её был подтверждён Вторым Латеранским (1139) и Третьим Латеранским (1179) соборами, симония на Западе продолжала практиковаться, достигнув вершины в конце XV — начале XVI веков. Папа Иннокентий VIII, восшедший на престол благодаря симонии, прославился как охотой на ведьм и поддержкой инквизиции, так и тем, что против него (и в частности, против симонии) выступал харизматичный Джироламо Савонарола. Следующий по времени папа Александр VI получил свой высокий пост также благодаря интригам и симонии в конклаве. Католическая симония считается важнейшей и непосредственной предпосылкой возникновения протестного движения в христианстве XVI века — протестантизма.
Окончательно и решительно симония была осуждена Католической церковью на Тридентском соборе в 1545—1563 годах.

### Православная Русь и Россия
Вскоре после Крещения Руси в русских княжествах появилась симония под видом ставленых пошлин, с которыми боролся митрополит Кирилл на Владимирском соборе 1274 года. В средневековой Руси практика «поставления пастырей на мзде» стала одной из основных предпосылок возникновения движения стригольников.
В современной Русской православной церкви ставленые пошлины официально запрещены.